# Dar Lasram
Ne doit pas être confondu avec Dar Lasram (Sidi Bou Saïd).

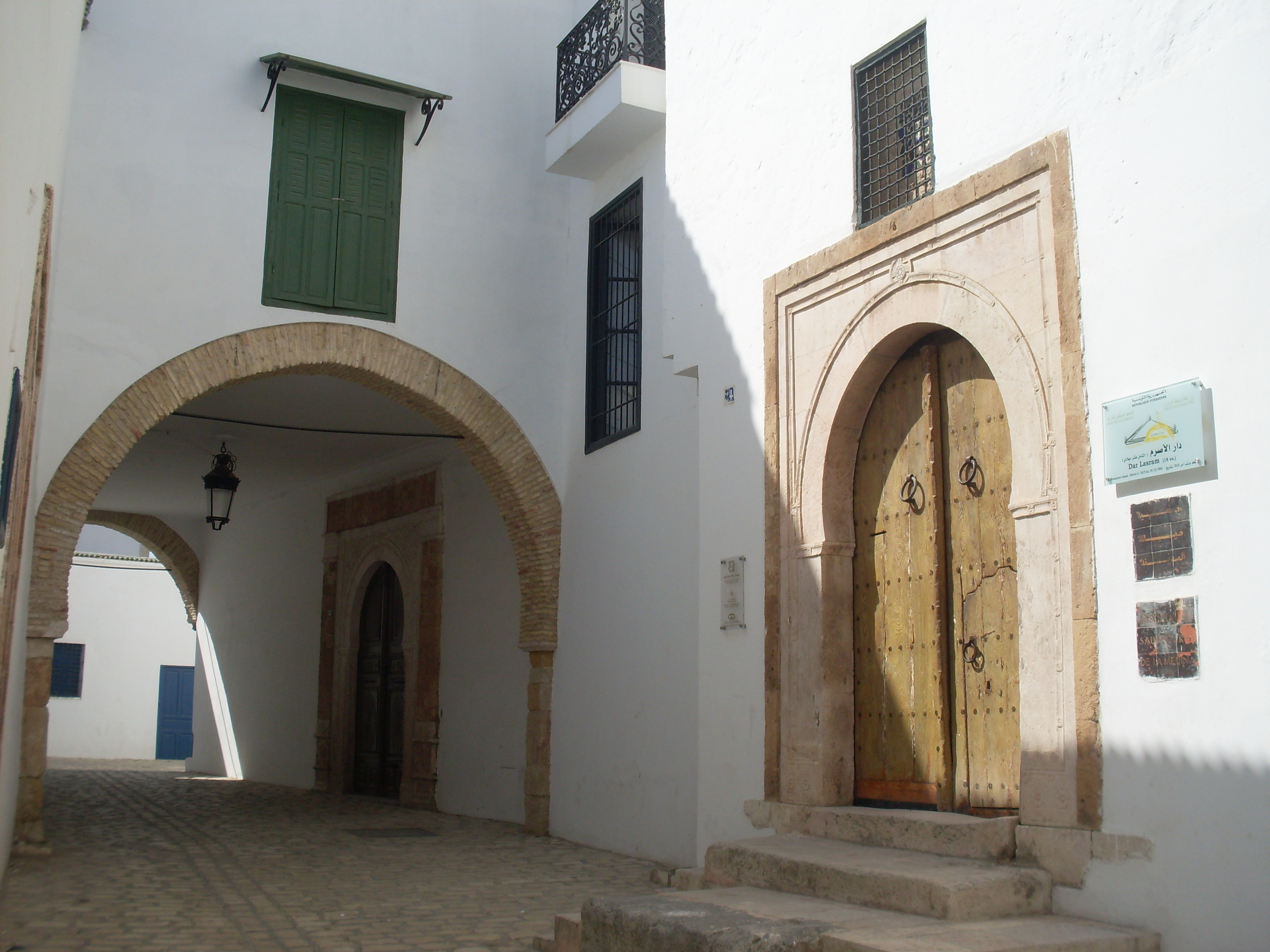
Entrée du Dar Lasram.

Le Dar Lasram (arabe : دار الأصرم) est un palais de la médina de Tunis. Il est situé au numéro 24 de la rue du Tribunal.

## Origine

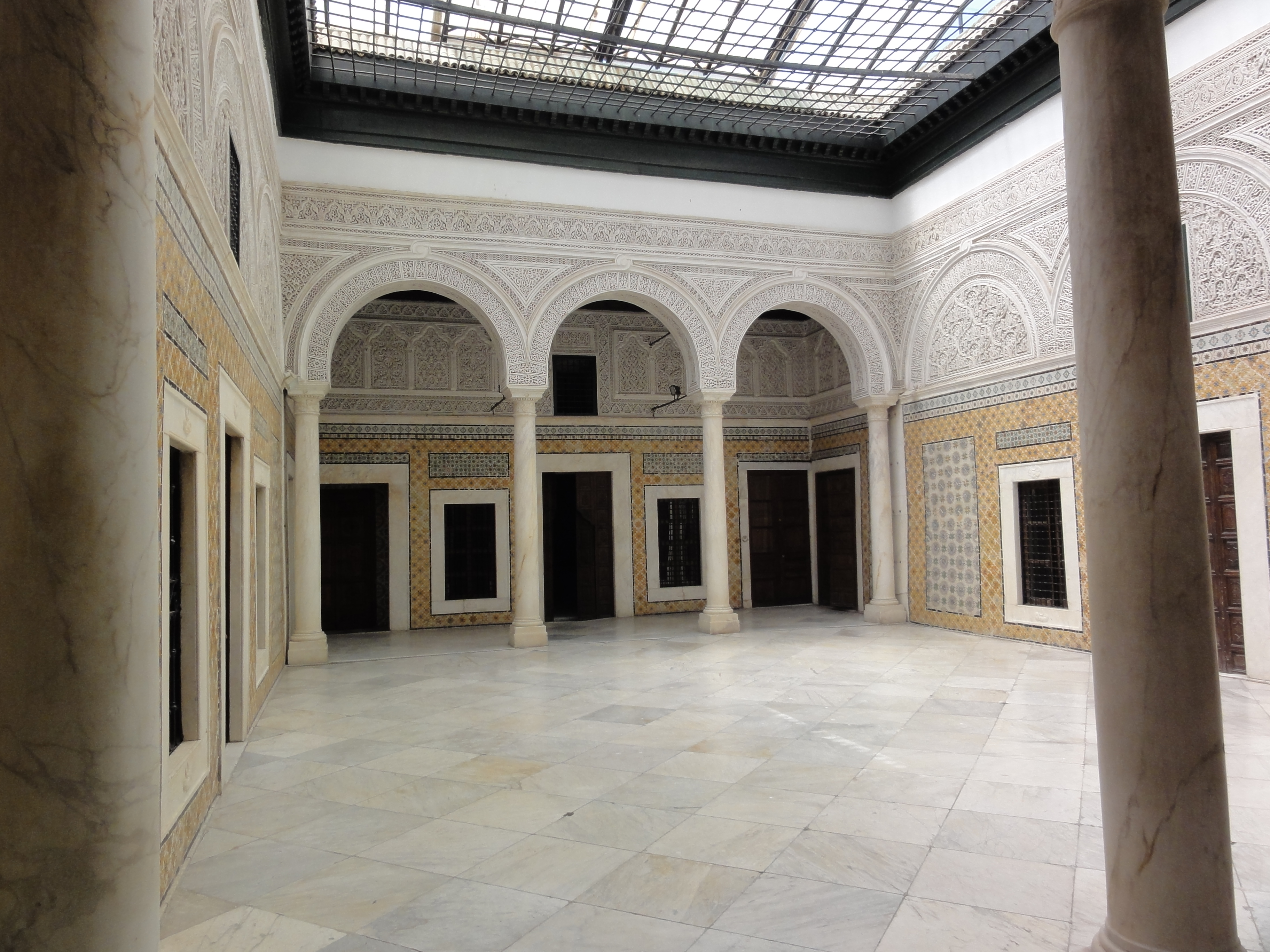
Patio principal du Dar Lasram.

Les Lasram, famille de l'aristocratie tunisoise, descendent d'une tribu yéménite installée à Kairouan. Celle-ci regroupe de riches propriétaires terriens constituant une dynastie quasi-héréditaire de ministres de la Plume dès la deuxième moitié du XVIIIe siècle.
L'un d'eux, Hamouda Lasram, est un riche propriétaire terrien et khodja des Zouaoua (secrétaire des régiments de cavalerie berbère). Il édifie ce palais au début du XIXe siècle dans la rue du Tribunal, après avoir acquis et démoli plusieurs immeubles pour obtenir une grande parcelle de terrain. La construction dure de 1812 à 1819.

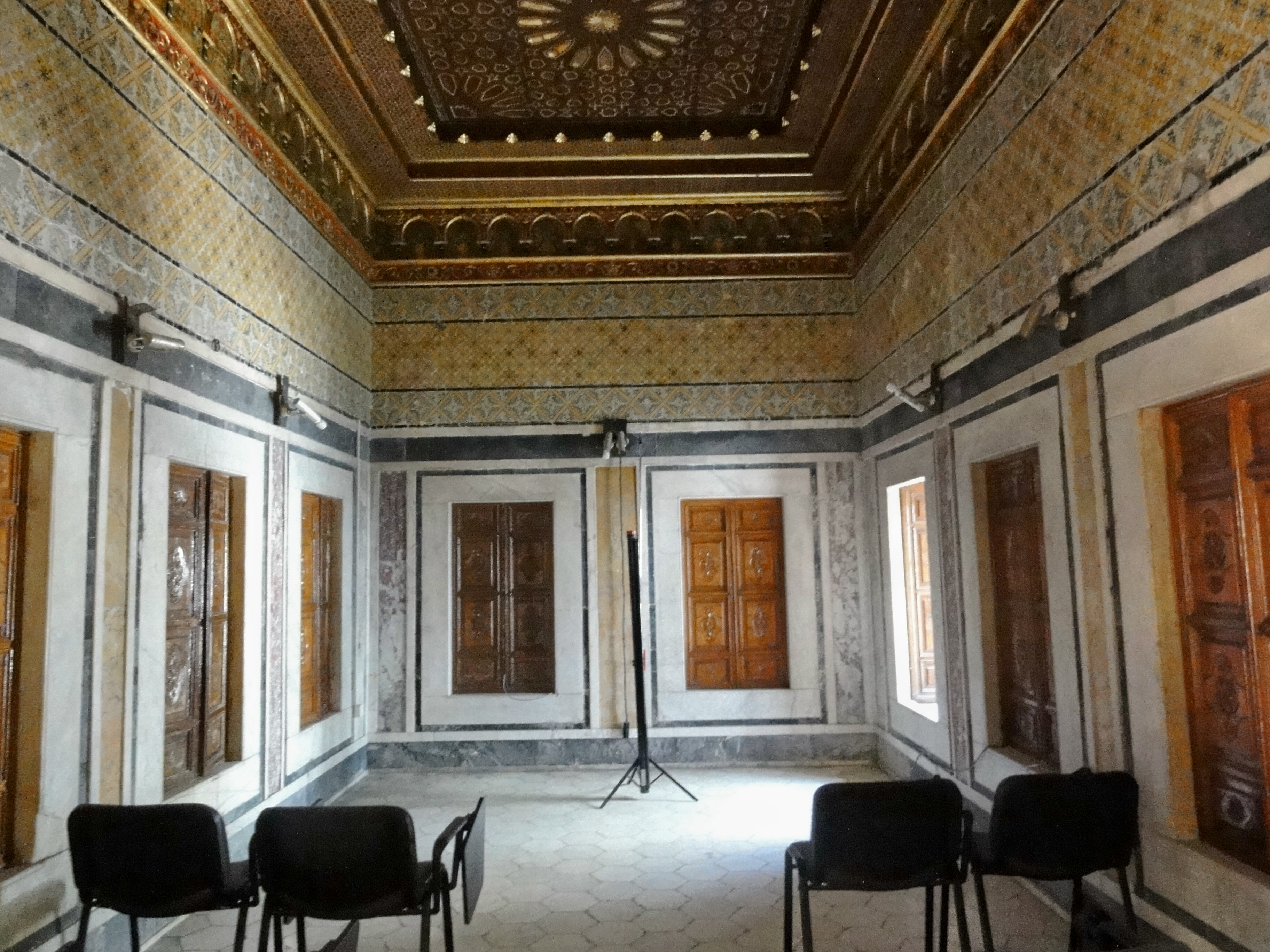
Salle du Dar Lasram.

Dès lors, sa descendance occupe le palais considéré comme inaliénable en tant que habous. Après l'indépendance et l'abolition des habous, la municipalité de Tunis acquiert le palais en 1964. La maison principale continue à porter le nom de la famille du fondateur et reçoit une affectation culturelle, le palais étant affecté à l'Association de sauvegarde de la médina de Tunis en 1968.

## Architecture
Sur le plan architectural, le Dar Lasram, d'une superficie de 2 250 m2, est un exemple de grande demeure tunisoise traditionnelle : au rez-de-chaussée le magasin et la maison de service, à l'étage l'habitation principale, au niveau supérieur la maison des hôtes.
Le palais est divisé entre l'Association de sauvegarde de la médina et le Club culturel Tahar-Haddad dans le magasin.

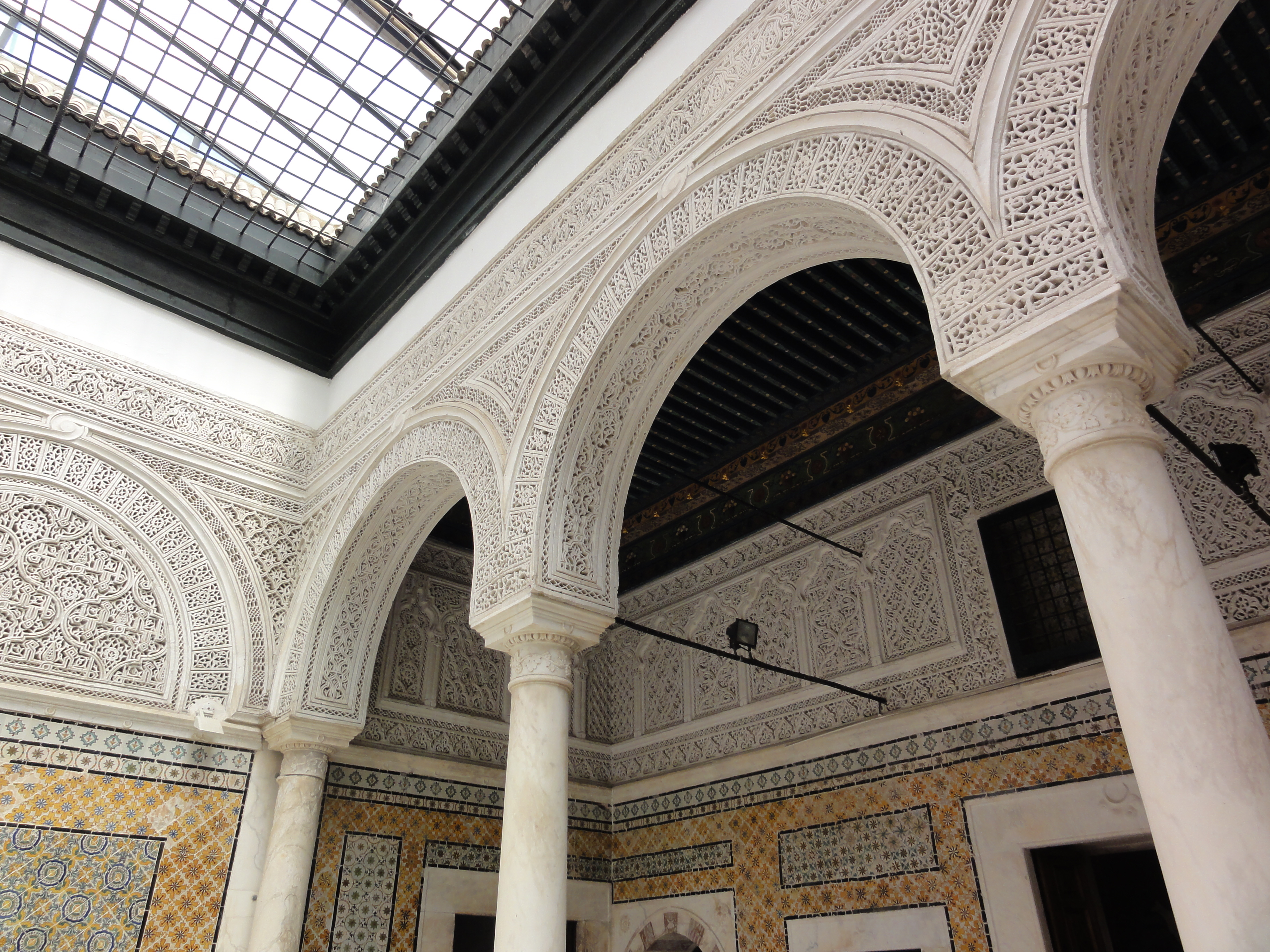
Vue des arcs en plein cintre du patio principal.
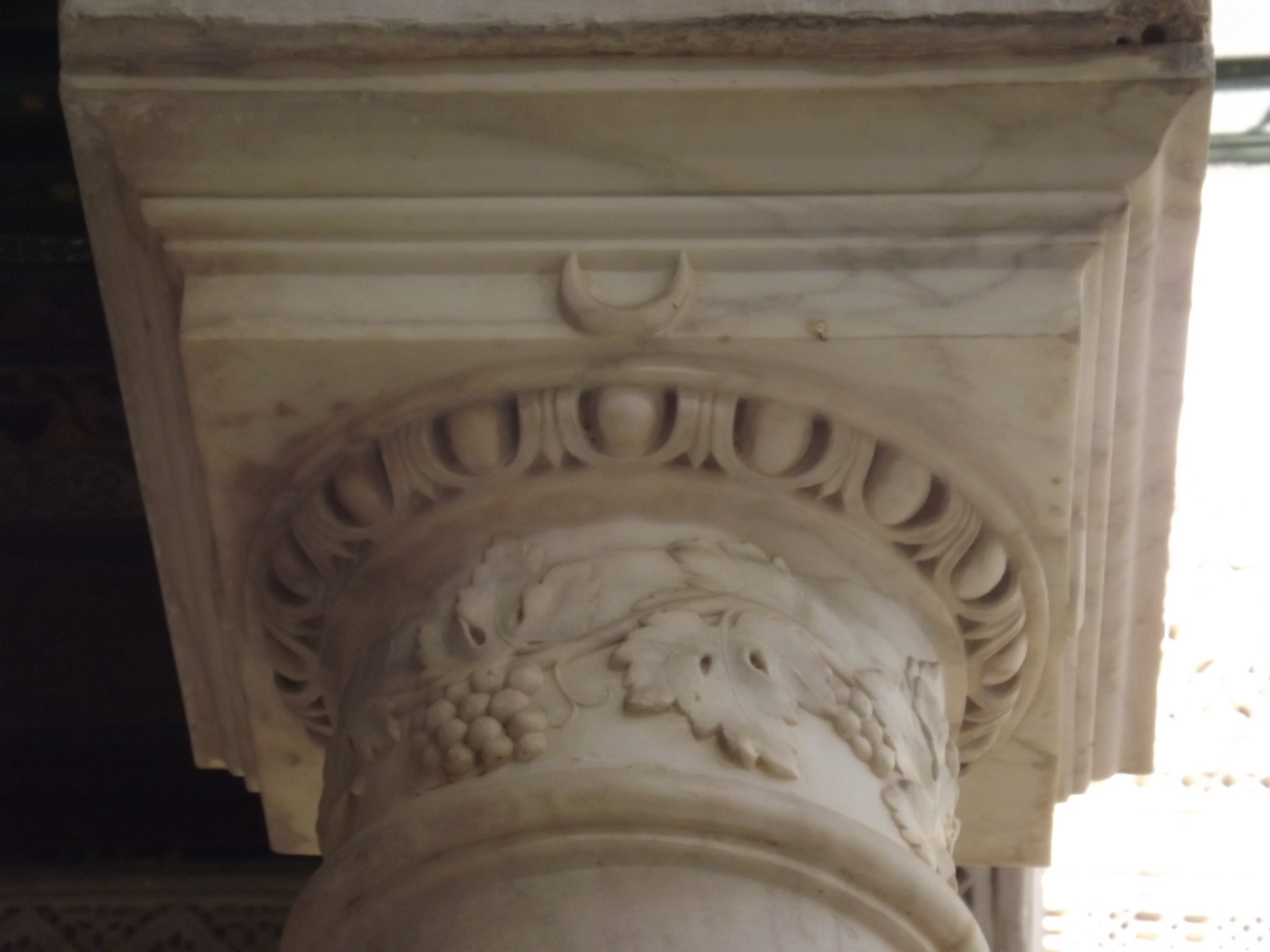
Gros plan sur un chapiteau néo-dorique du patio principal.
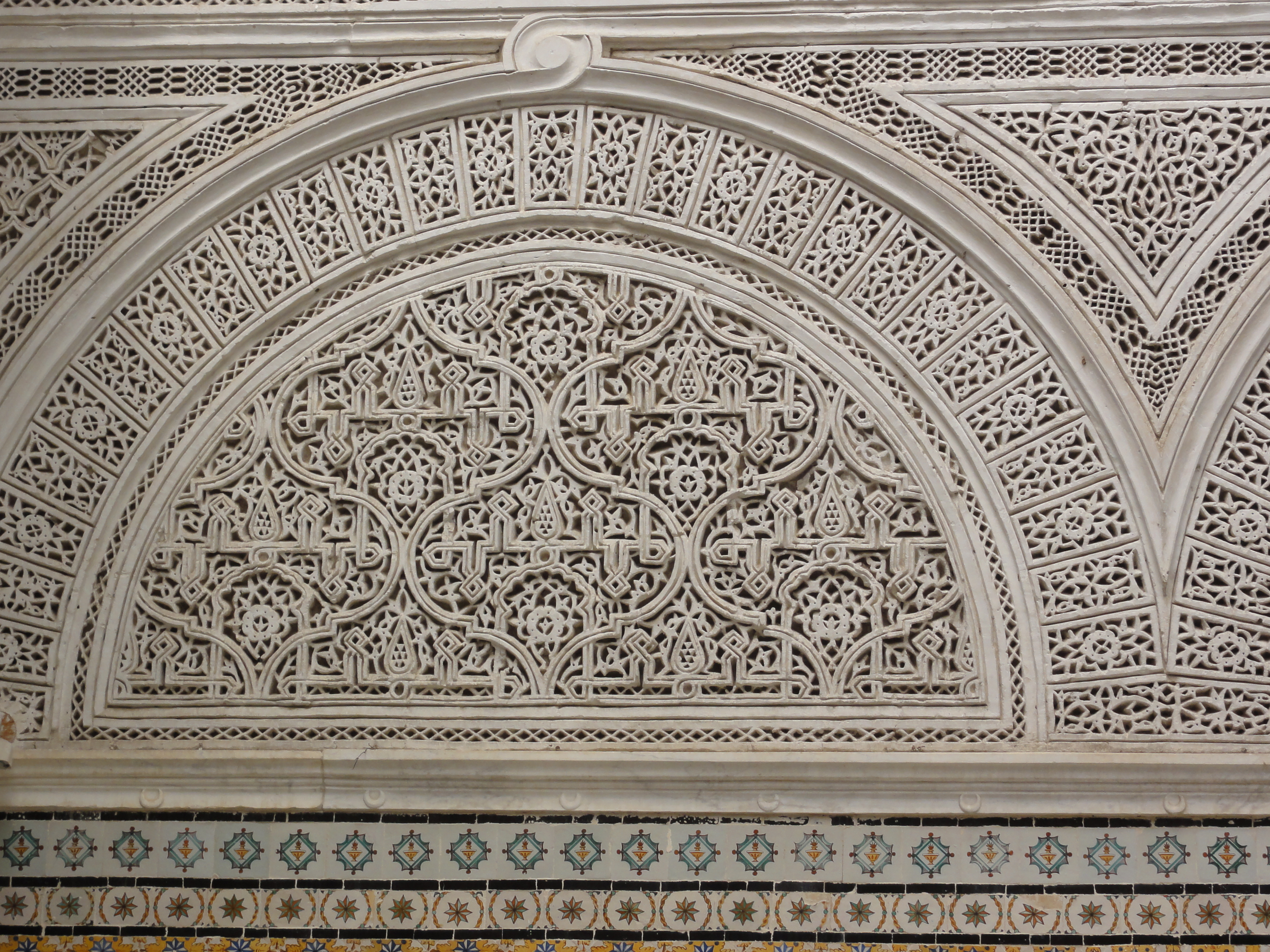
Gros plan sur un décor en plâtre sculpté du patio principal.
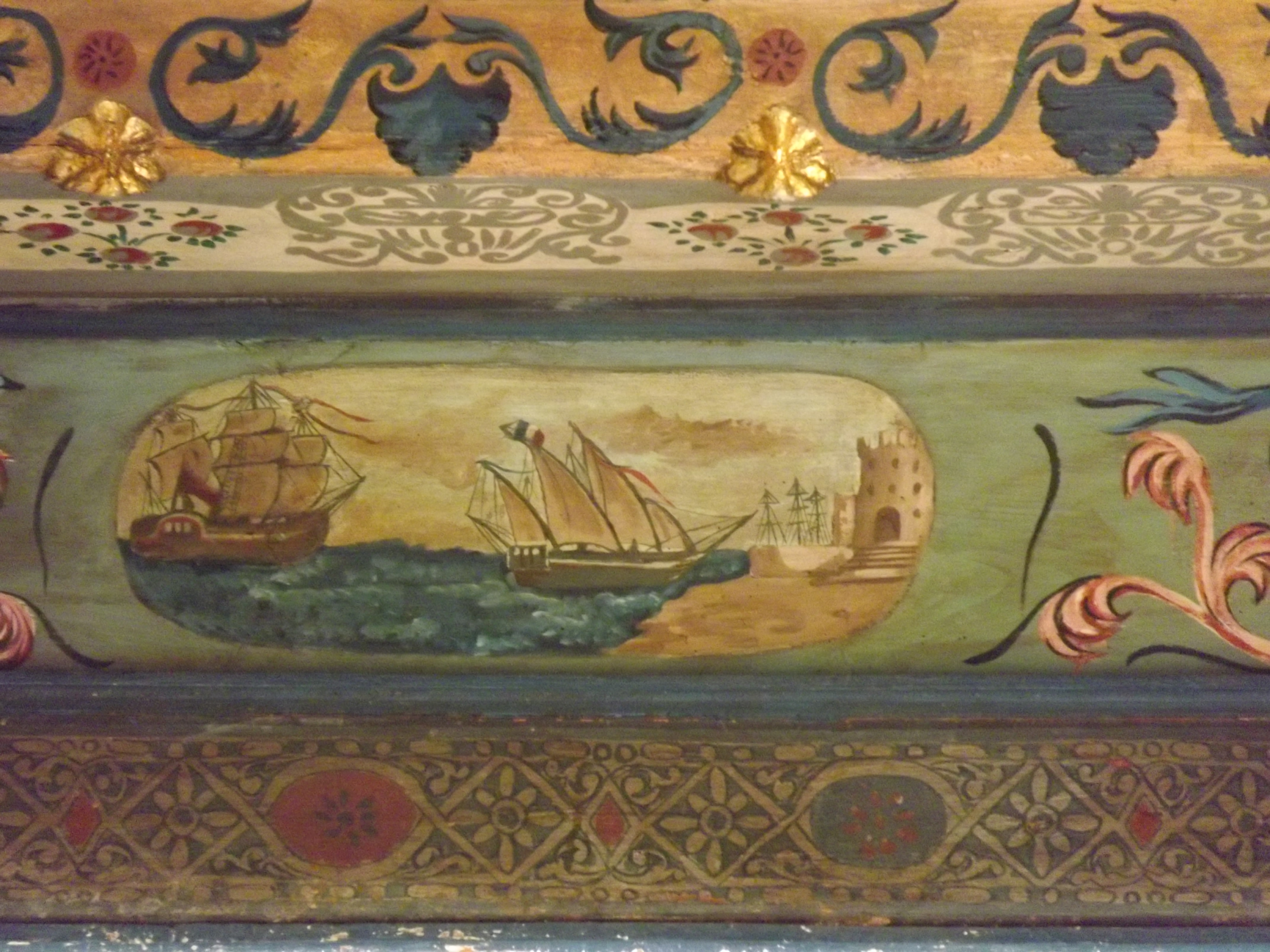
Décor peint d'un plafond couvrant l'un des portiques du patio principal.
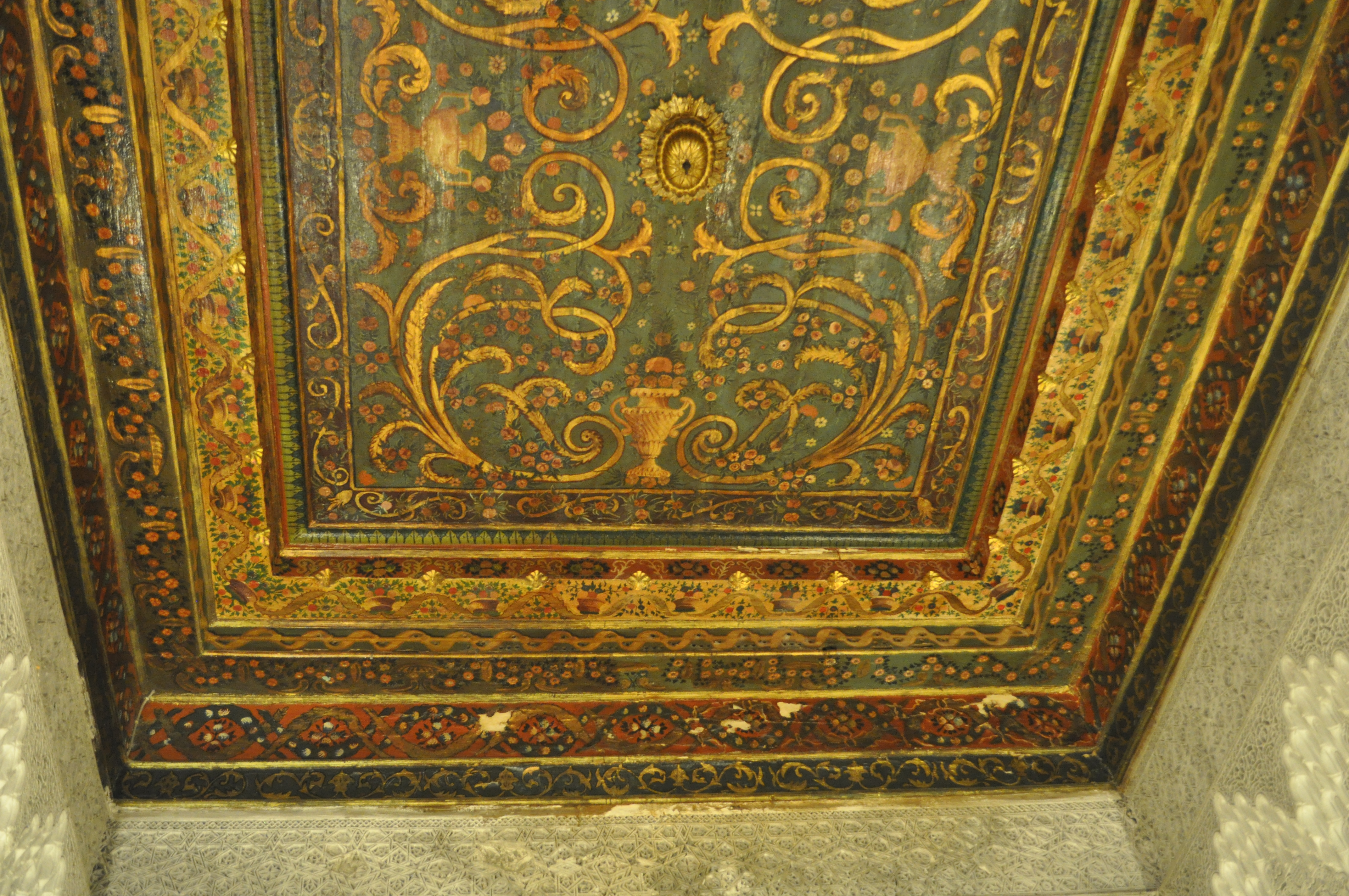
Vue partielle d'un plafond peint orné d'arabesques végétales.
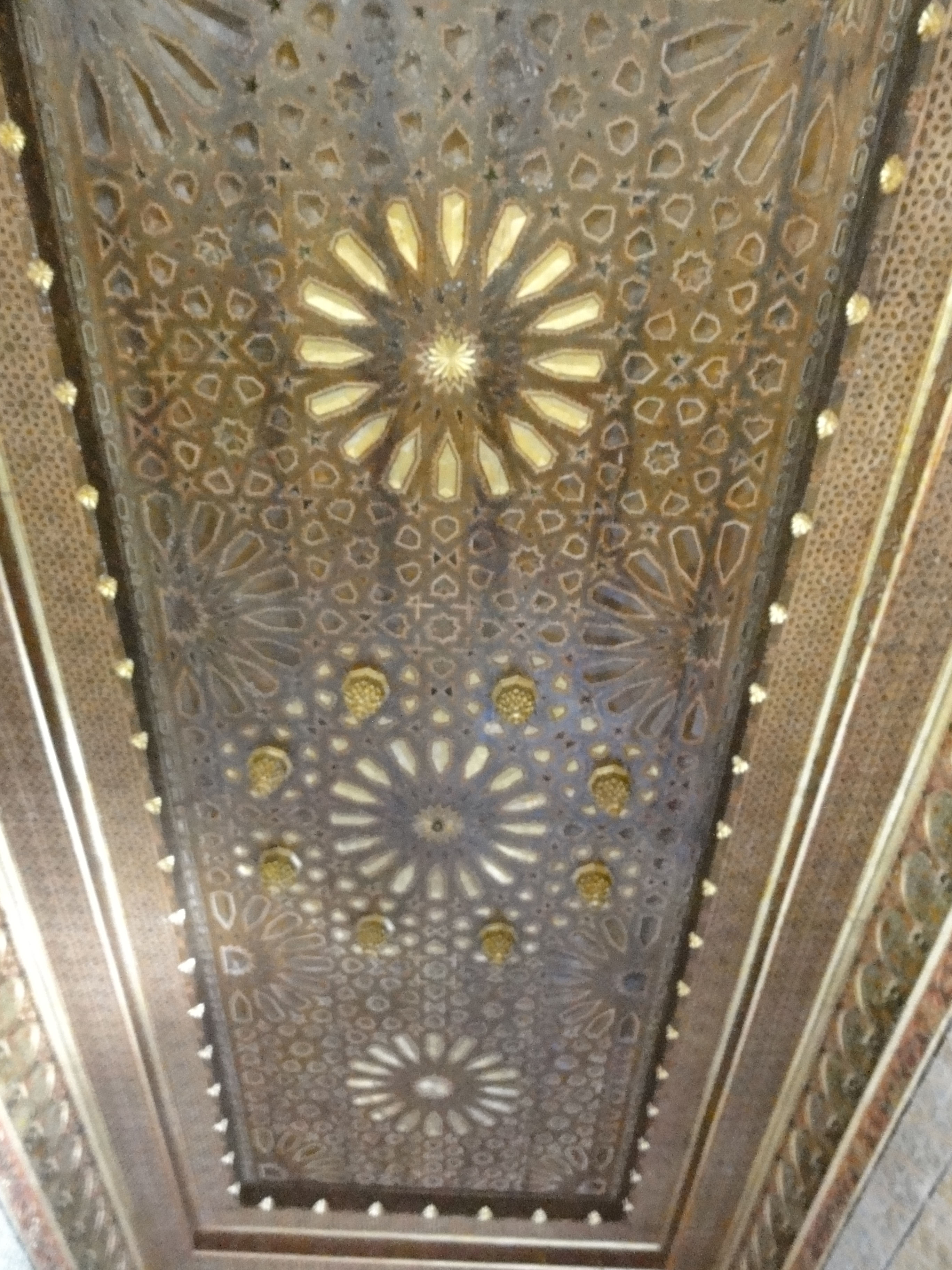
Vue d'un plafond sculpté de rosaces et de motifs géométriques divers.